# Pilier des Anges (cathédrale de Strasbourg)
Vous lisez un « bon article » labellisé en 2025.

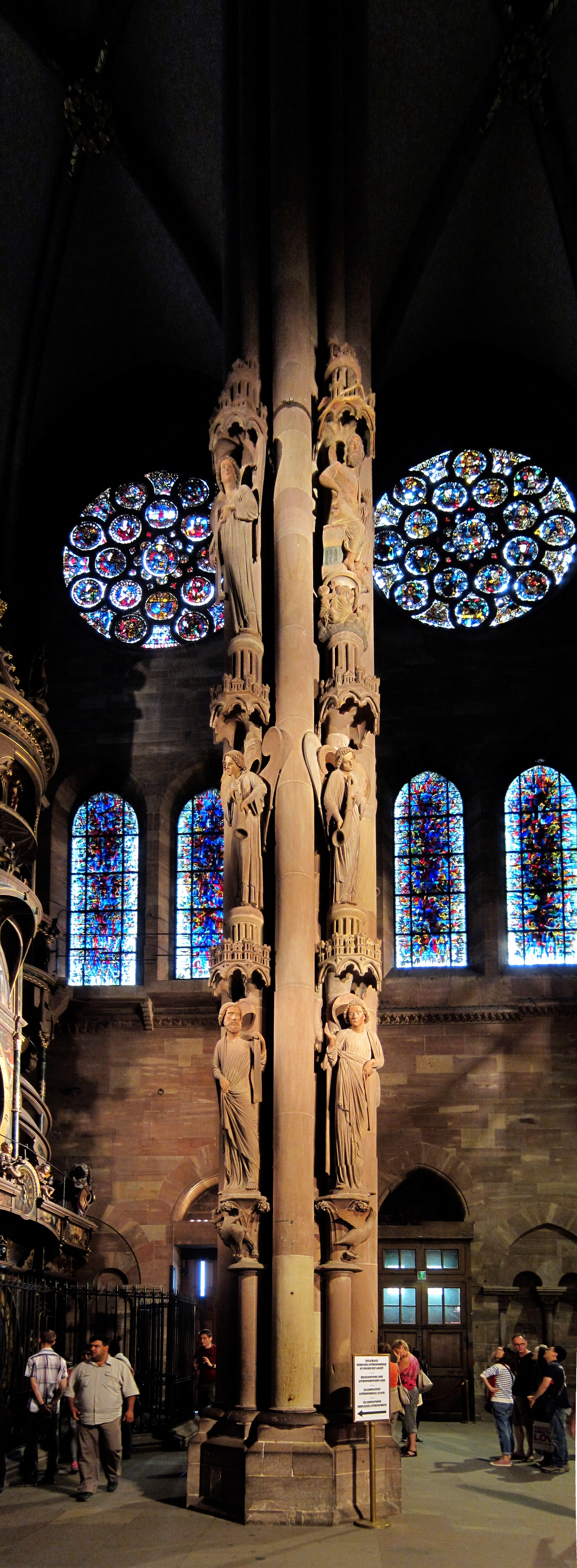
Le pilier des Anges.

Le pilier des Anges, dit pilier du Jugement dernier, est un élément architectural gothique en grès rose de la cathédrale Notre-Dame de Strasbourg, dont il supporte la voûte de la partie sud du transept. Haut d'une vingtaine de mètres, il représente l'avènement du Jugement dernier et comporte douze statues réparties sur trois étages : les quatre évangélistes et le tétramorphe, les anges sonnant les trompettes de l'apocalypse, le Christ en gloire entouré d'anges portant les reliques de la Passion. Les couleurs des statues, bien qu'atténuées par l'usure du temps, restent encore visibles à plusieurs endroits.
Le pilier est construit au XIIIe siècle en même temps que la nef. Son maître d'œuvre reste inconnu et ses inspirations encore débattues : plusieurs auteurs décèlent dans le pilier et d'autres statues de la cathédrale l'influence de la cathédrale Notre-Dame de Chartres, plus particulièrement de son portail nord, d'autres privilégient l'hypothèse d'une influence bourguignonne. Certains auteurs postulent l'influence d'autres régions françaises ou de l'Allemagne.

## Emplacement

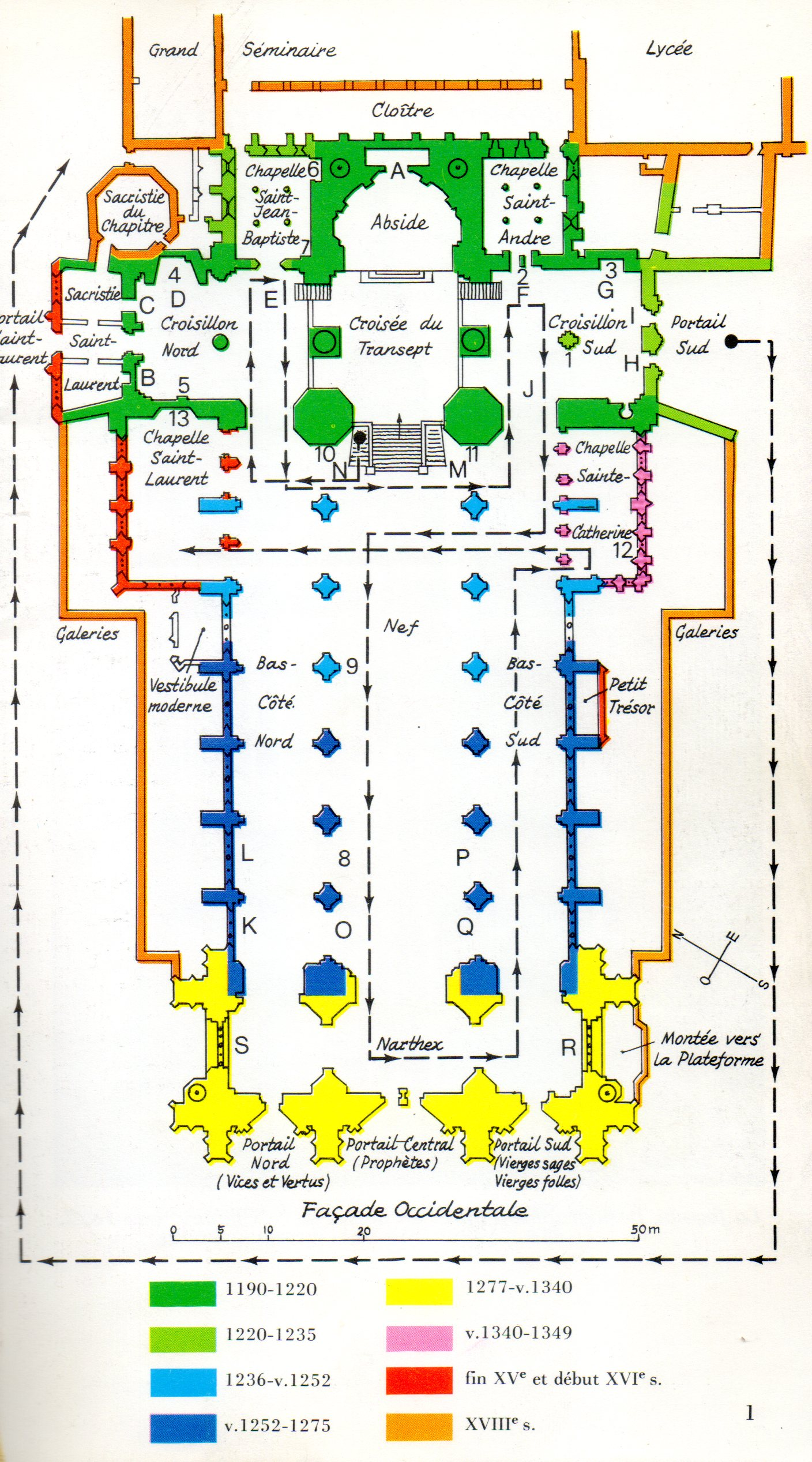
Dans la partie droite du transept, l'élément no 1 représente le pilier des Anges.

Le pilier des Anges se situe au centre du transept sud de la cathédrale de Strasbourg (à la droite du chœur) et en soutient la voûte, à l'intersection de quatre croisées d'ogives. Dans le bras nord du transept, une colonne sans sculptures joue un rôle analogue au pilier. Le pilier se trouve face au portail sud de la cathédrale, près de l'entrée de la chapelle Saint-André, entre l'horloge astronomique à l'est et la statue de l'évêque Werner de Habsbourg par André Friederich à l'ouest, jusqu'à ce que cette dernière ne soit déplacée à l'entrée de la galerie présentant le trésor de la cathédrale. Près de l'horloge et du pilier, au sol, se trouvent les grilles de l'ancien système de chauffage de la cathédrale,.
Selon Étienne Fels, le maître d'œuvre du transept avait déjà prévu le soutènement de la voûte par un pilier unique alors que Rudolf Kautzsch (de) avance l'hypothèse selon laquelle il souhaitait utiliser trois voûtes barlongues dans chaque bras. En 1954, l'historien du droit Adalbert Erler (de) explique la présence du pilier par le fait que l'évêque de la cathédrale tenait son synode, c'est-à-dire son « tribunal spirituel », dans le transept méridional, et c'est généralement au pied du pilier que sont déposées les dépouilles des évêques de l'archidiocèse,.

## Construction
Le pilier des Anges a été construit au XIIIe siècle, entre 1225 et 1235,. Le maître d'œuvre est inconnu, mais, depuis le XVIe siècle, Sabina von Steinbach, fille d'Erwin de Steinbach, est citée comme telle. Cette hypothèse a été abandonnée en raison des dates. En 1968, Hans Reinhardt met en évidence que le pilier a été conçu par un seul maître. En analysant la technique et les moulures du voûtement du bras sud, Hans Kunze déduit, en 1939, que celui-ci relève d'une pratique architecturale similaire à celle de la nef et affirme que le maître d'œuvre est le même pour le pilier et pour la nef. Cette dernière information a été mise en doute par d'autres auteurs, notamment Louis Grodecki et Roland Recht. On retrouve également, sur certains écoinçons du transept sud, une marque de tâcheron identique à celle située entre les statues de saint Jean et saint Luc.
Par manque de place sur les tympans des portes du portail sud, les statues ont été ajoutées au pilier, ce qui en fait un cas unique au monde, les statues du Jugement dernier étant généralement placées sur la façade occidentale des églises. De plus, Karl Franck-Oberaspach démontre en 1903, en analysant les découpes du pilier au niveau des ailes, que les statues ont été conçues en même temps que le pilier mais qu'elles ont été ajoutées ultérieurement.

## Description

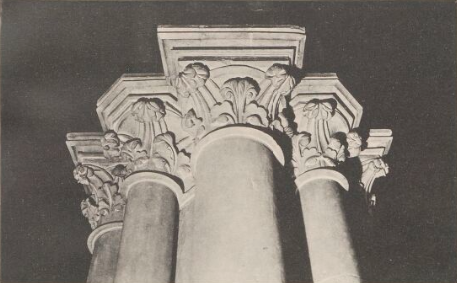
Le chapiteau du pilier.

Construit en grès rose, le pilier des Anges est un pilier gothique à base octogonale mesurant 18 mètres, qui supporte la voûte de la nef sud et dont les deux tiers inférieurs sont occupés par douze statues. Il est composé de quatre colonnettes fortes sous les doubleaux des voûtes et de quatre colonnettes faibles où sont disposées les statues, chacune couverte par un dais. Malgré la hiérarchie chrétienne des personnages que l'on retrouve dans la disposition des statues, celles-ci ne bénéficient pas toutes de la même taille. Au premier étage, les évangélistes font 1,90 mètre, puis les anges du deuxième étage font 1,75 mètre et enfin, les anges du troisième étage font 2 mètres, à l'exception de la statue de Jésus qui fait 2,24 mètres en raison des ressuscités.
Le pilier représente l'avènement du Jugement dernier plutôt que l'événement lui-même : les anges sonnent les trompes et les morts ressuscités sortent de leurs tombeaux. Au contraire, la scène ne dépeint pas les éléments habituels du jugement, tels que la pesée des âmes par l'archange Michel ou l'intercession des condamnés par sainte Marie et Jean le Baptiste. Denise Borlée et Isabel Iribarren associent la verticalité de l'œuvre à l'ascension de l'esprit.
Lors de la construction du pilier, il a été badigeonné de couleurs. Les fonds des nimbes sont dorés pour les évangélistes et le Christ mais bistre pour les anges. Les globes oculaires ont été peints et laissés vides par le sculpteur, la caroncule et l'angle externe des yeux ont été peints en rouge, les paupières sont bordées de noir, les sourcils sombres, les lèvres rouges, et on peut remarquer parfois la lunule et le contour de l'ongle.

### Premier niveau
Le premier niveau comporte les statues des quatre évangélistes, chacun associé à un attribut : saint Marc est associé au lion, saint Matthieu à l'ange, saint Jean à l'aigle et saint Luc au bœuf. Les statues, dont les corps sont tournés d'un quart de tour en se regardant et en discutant deux à deux, donnent un effet giratoire à l'ensemble, appuyé par les trompettes des anges du deuxième niveau. Les attributs des statues sont également tournés les uns vers les autres. Habituellement, les évangélistes ne sont représentés que par leurs symboles.
Saint Matthieu a une barbe brune, les yeux bleus et la chair rose. Son nimbe est doré et orné d'une étoile rouge à huit branches. Saint Luc a des yeux bleus, repeints en vert, des cheveux gris, et son taureau est marron. Saint Marc a les yeux bruns et son lion possède des ailes bleues. Le nimbe de saint Luc semble avoir un motif floral bleu, ses cheveux sont blonds et ses yeux bleus.

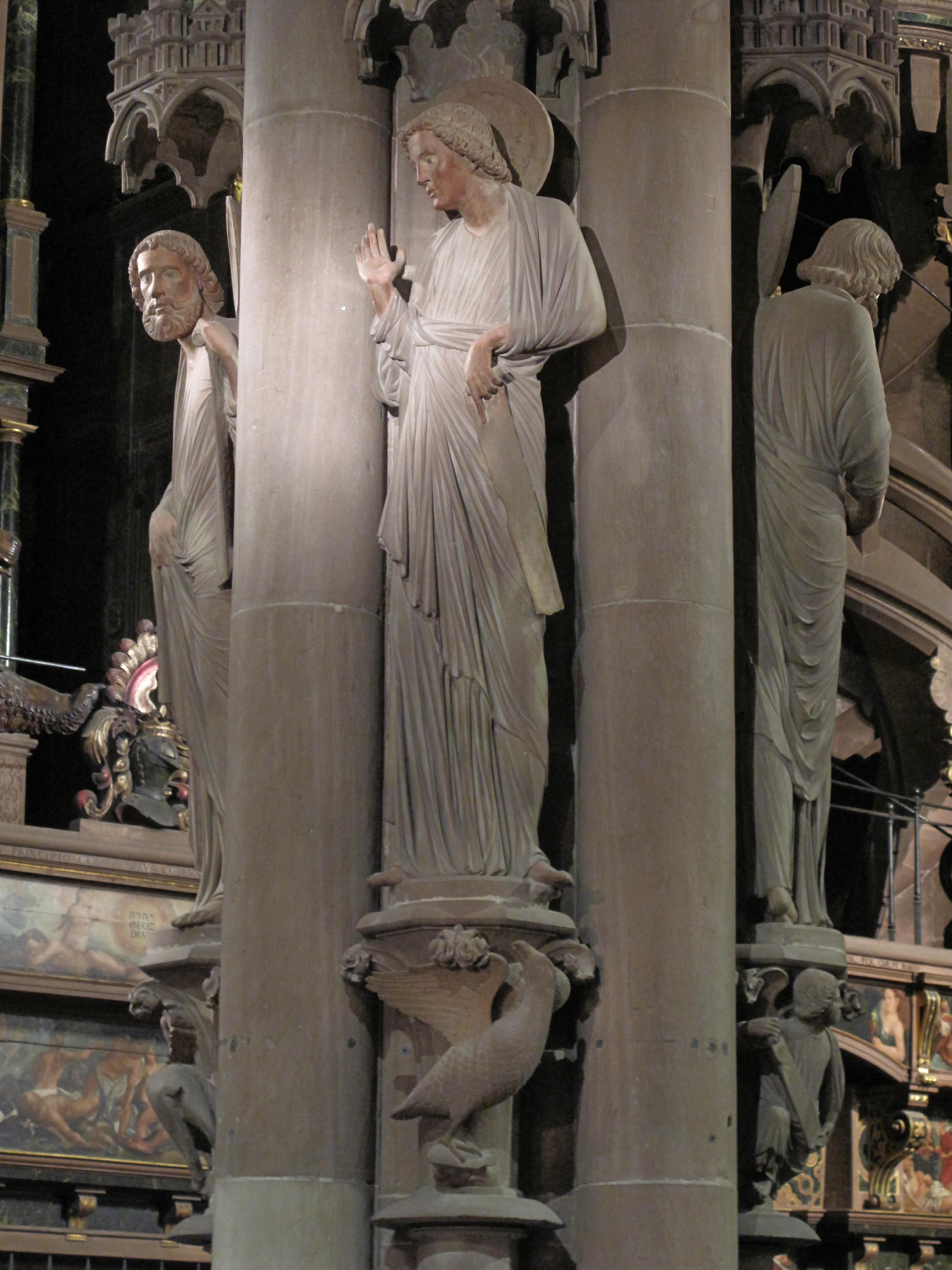
De gauche à droite : les saints Marc, Jean et Matthieu.
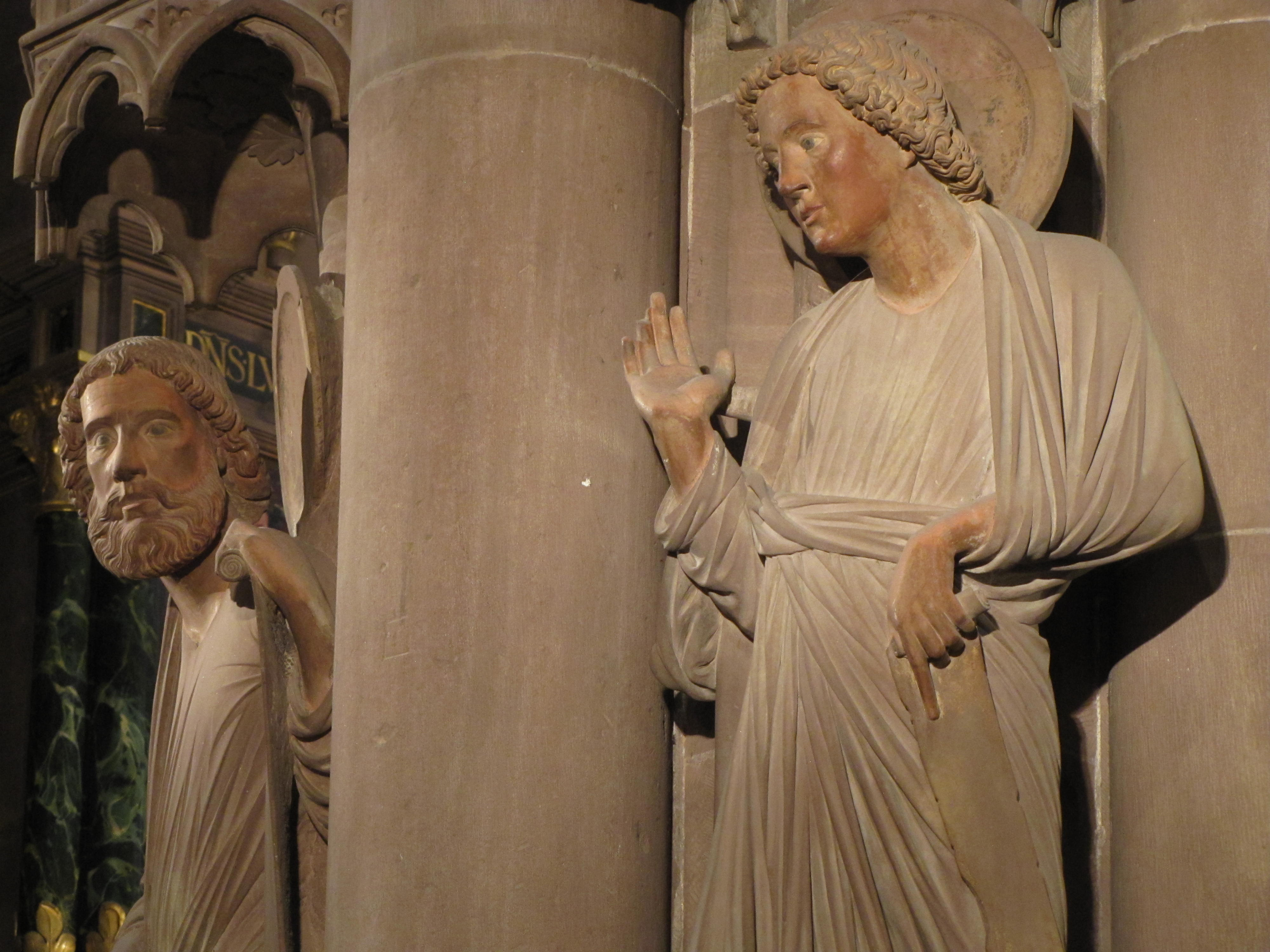
Saint Marc et saint Jean.
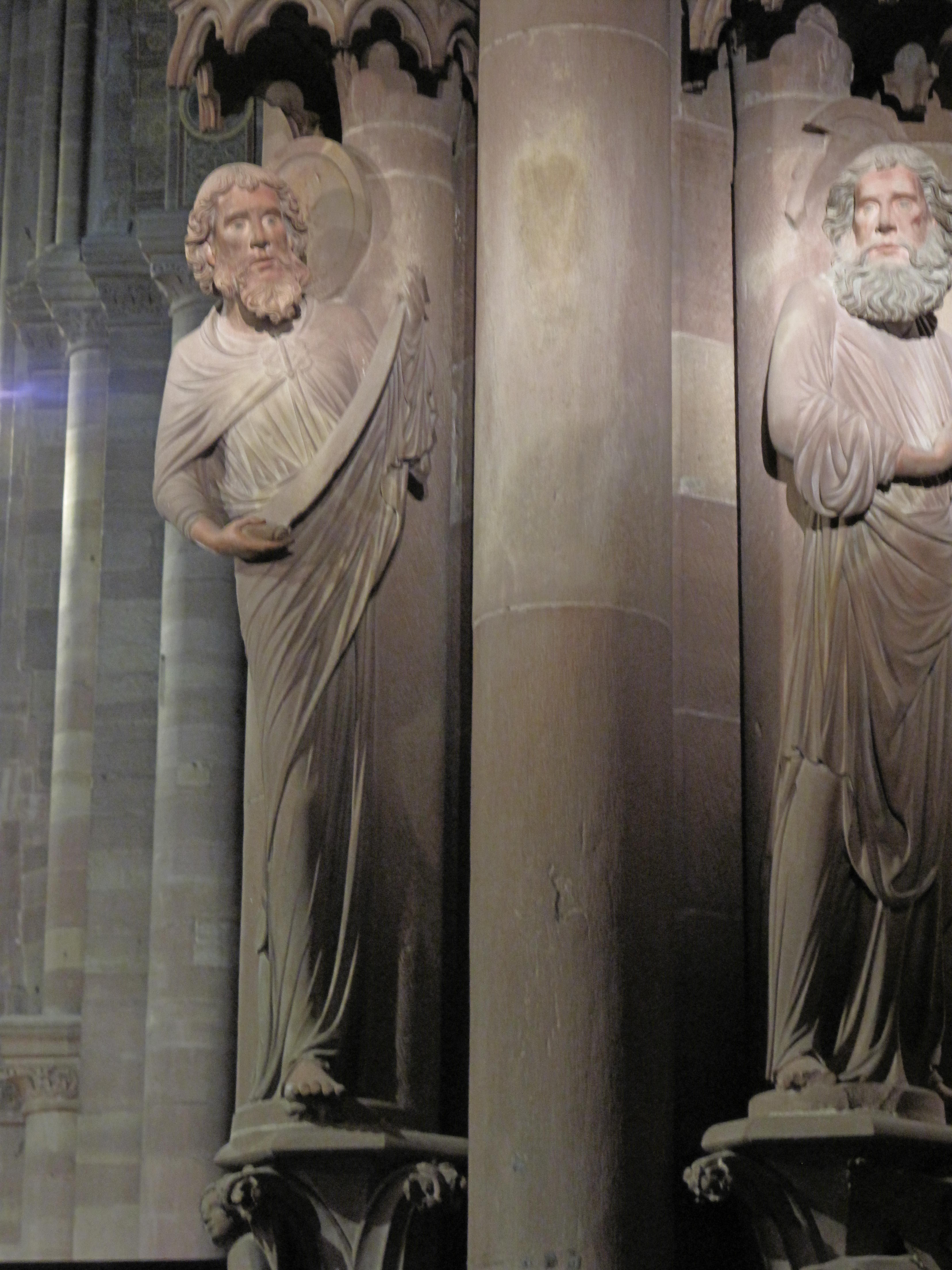
Saint Matthieu et saint Luc.
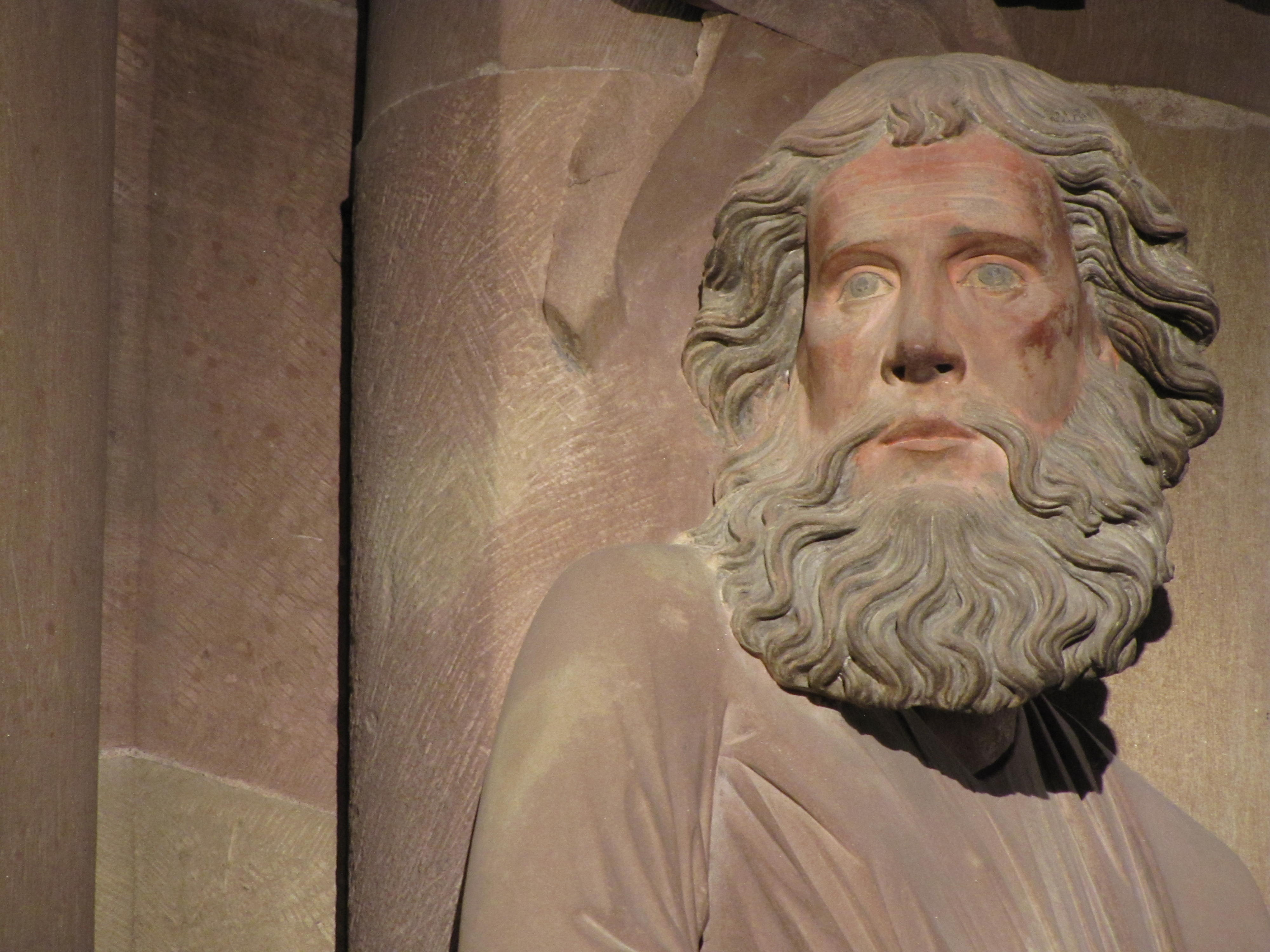
Détail de saint Luc.
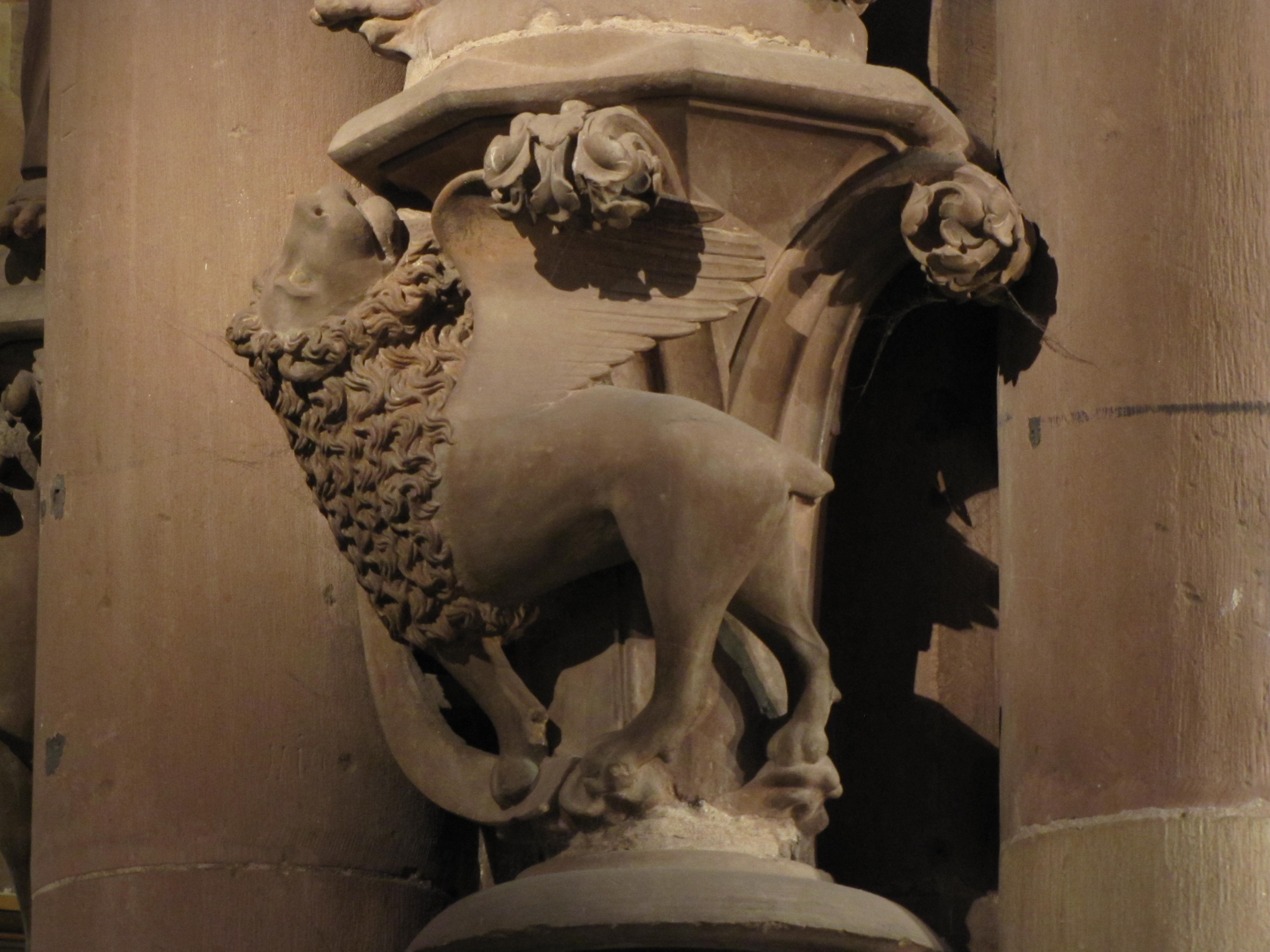
Le lion de saint Marc.

### Deuxième niveau
Le deuxième niveau est orné d'anges nimbés jouant de la trompe, annonçant le jour du Jugement dernier. Les quatre anges possèdent de nombreuses similarités : la chair est rose et les cheveux sont ocre rouge ou blonds. Les ailes de l'ange au-dessus de saint Marc (orienté nord-est) sont les mieux conservées et de couleur bleue, et le nimbe de cet ange présente un motif fleurdelisé bleu, similaire à celui de saint Jean. La forme des ailes est très particulière car elle s'éloigne des ailes à plumes des oiseaux pour un style plus épuré, inédit dans l'art roman ou gothique. L'ange surplombant saint Matthieu est affublé d'une « verrue » sur la joue dont ni l'origine ni le but ne sont connus, tandis que la trompe de celui au-dessus de saint Luc est brisée.

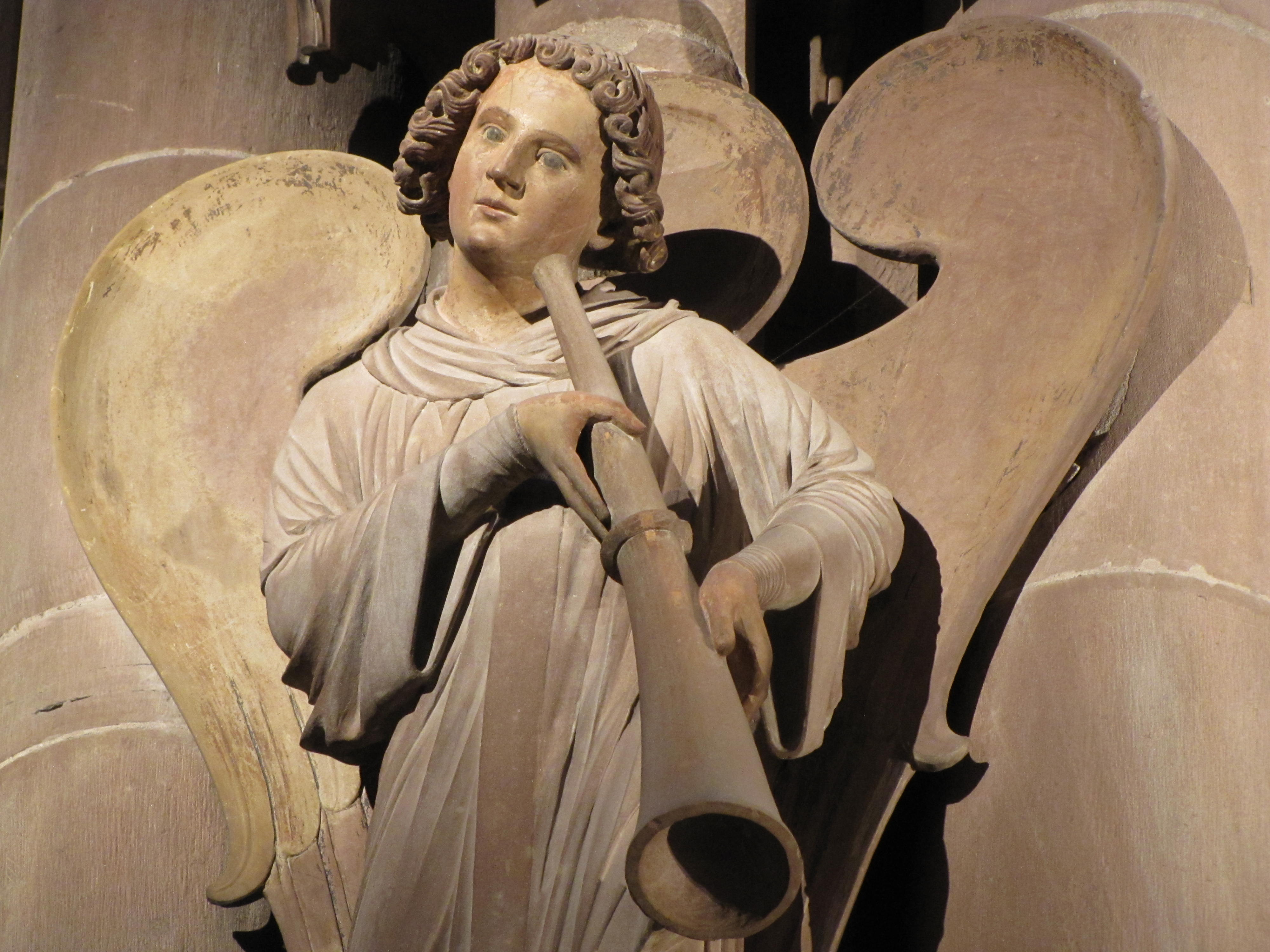
Ange orienté vers la gauche.
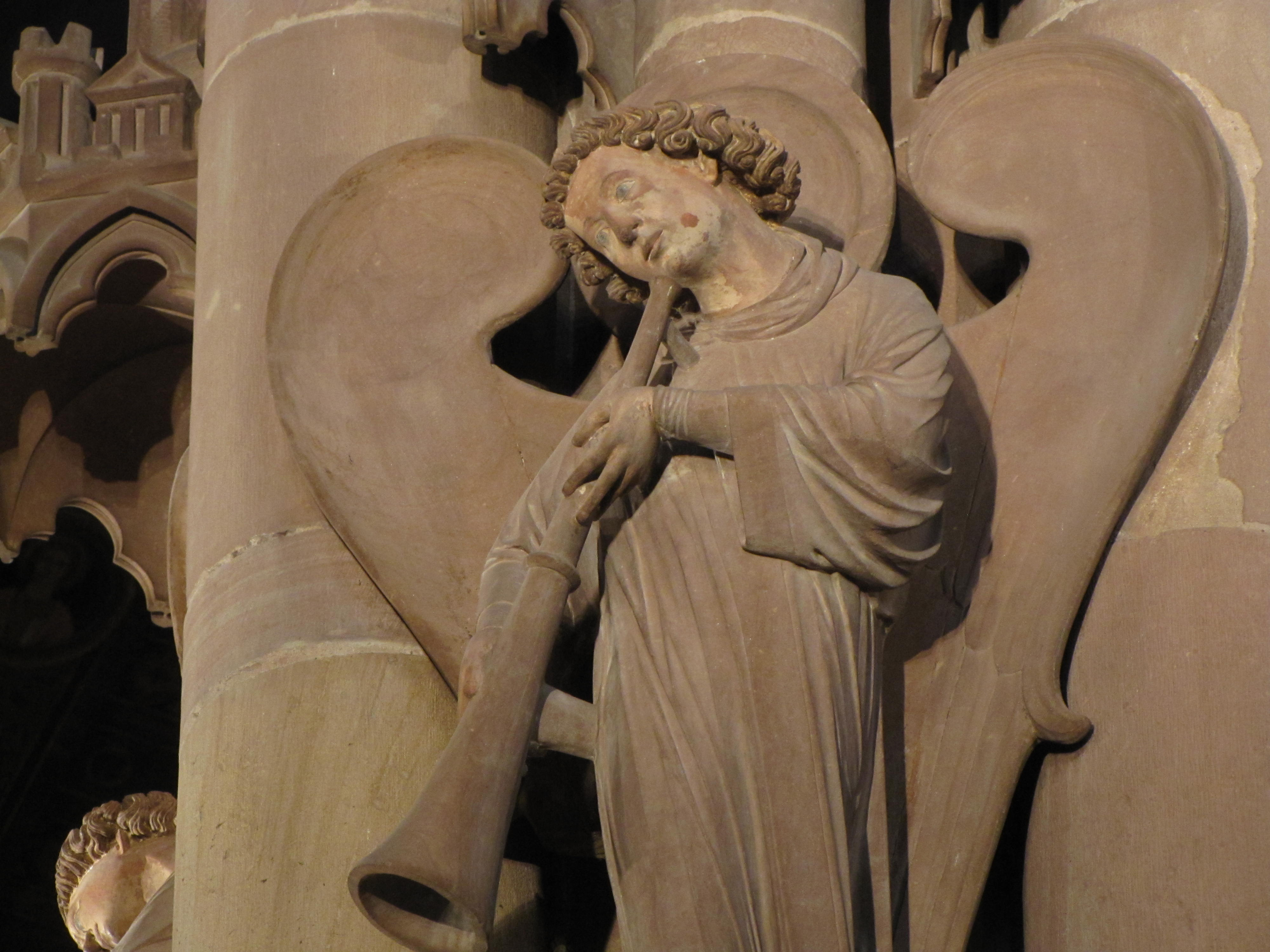
Ange orienté vers la droite, avec une verrue.
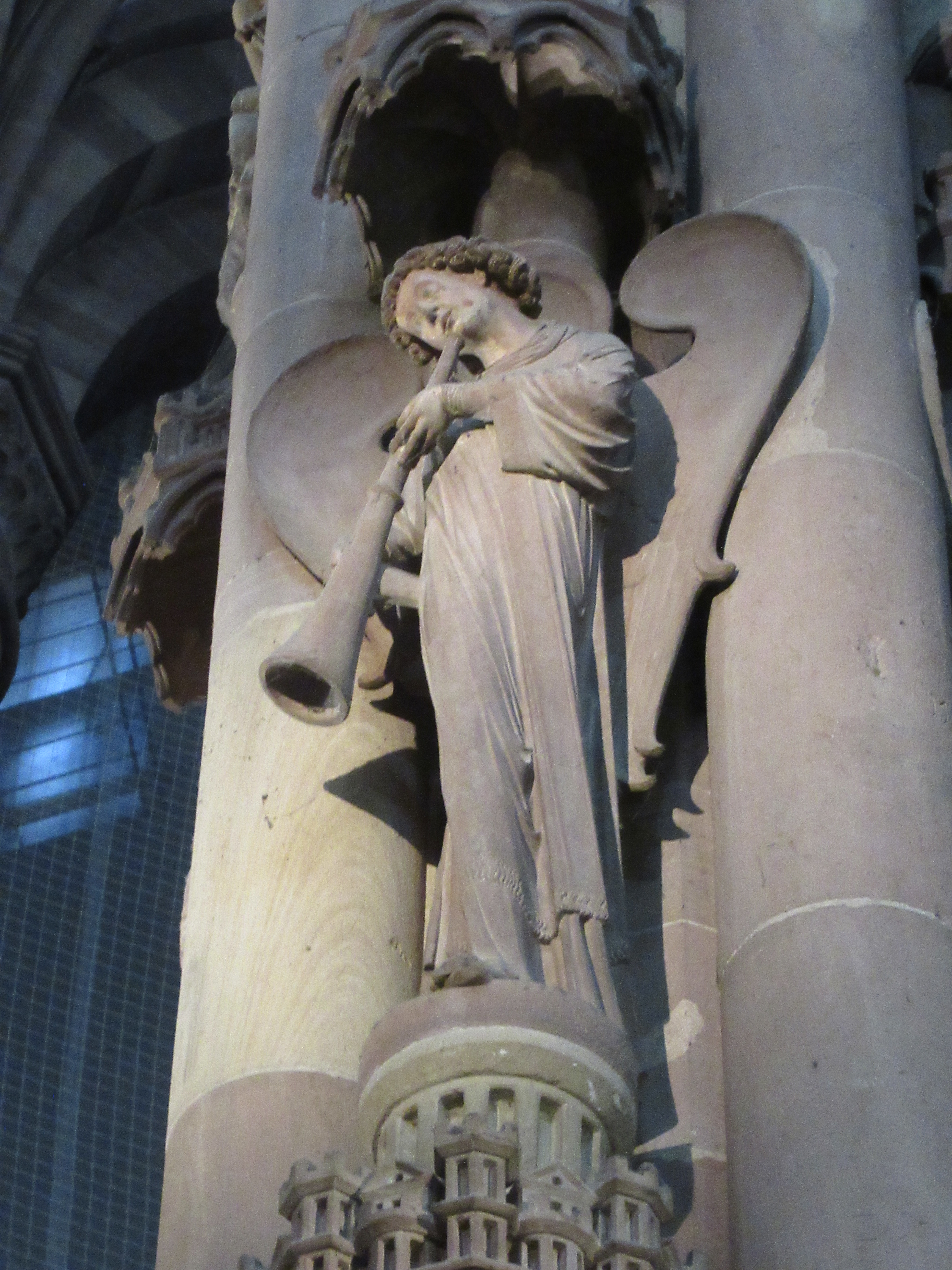
Ange en contre-plongée.
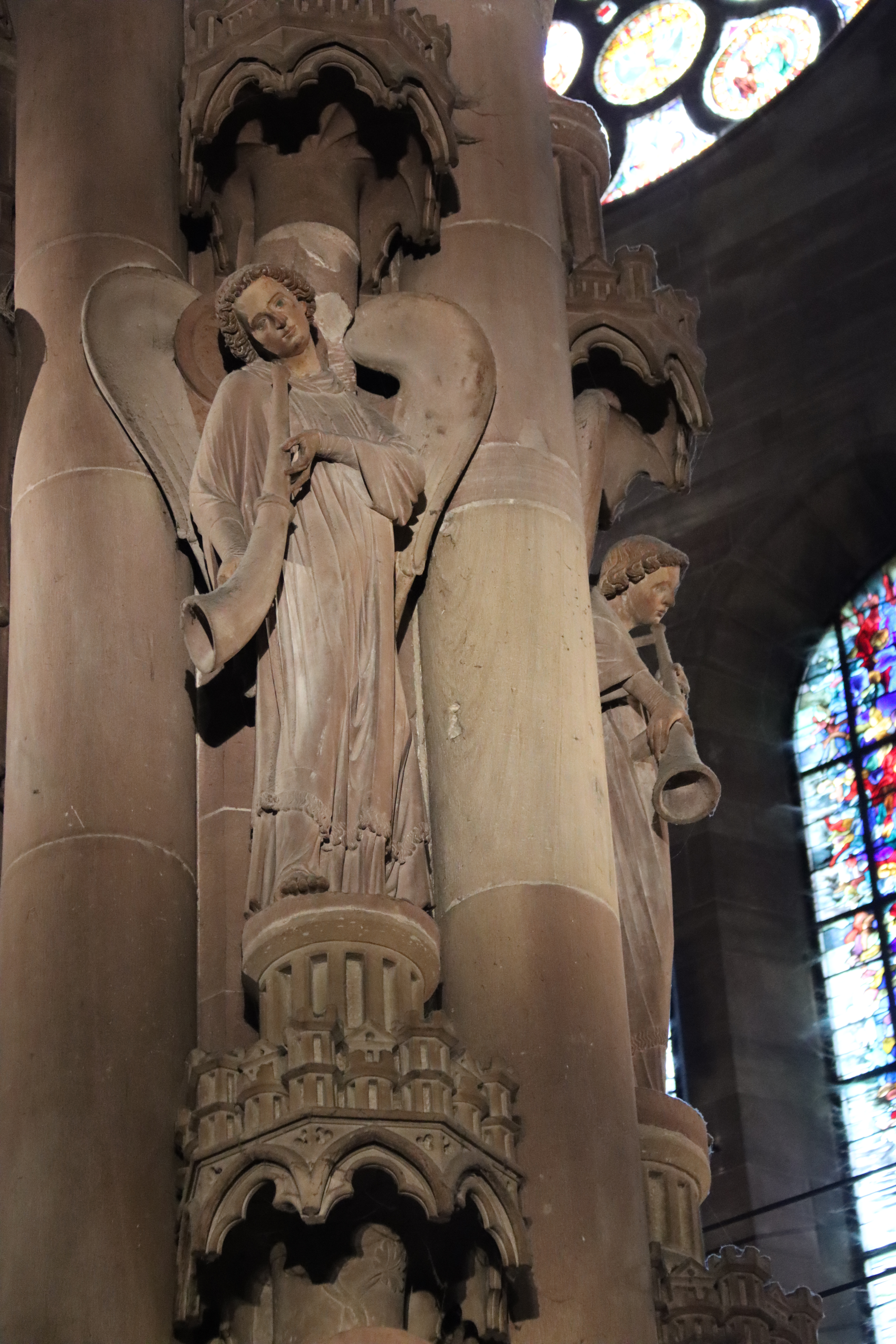
Deux des quatre anges.
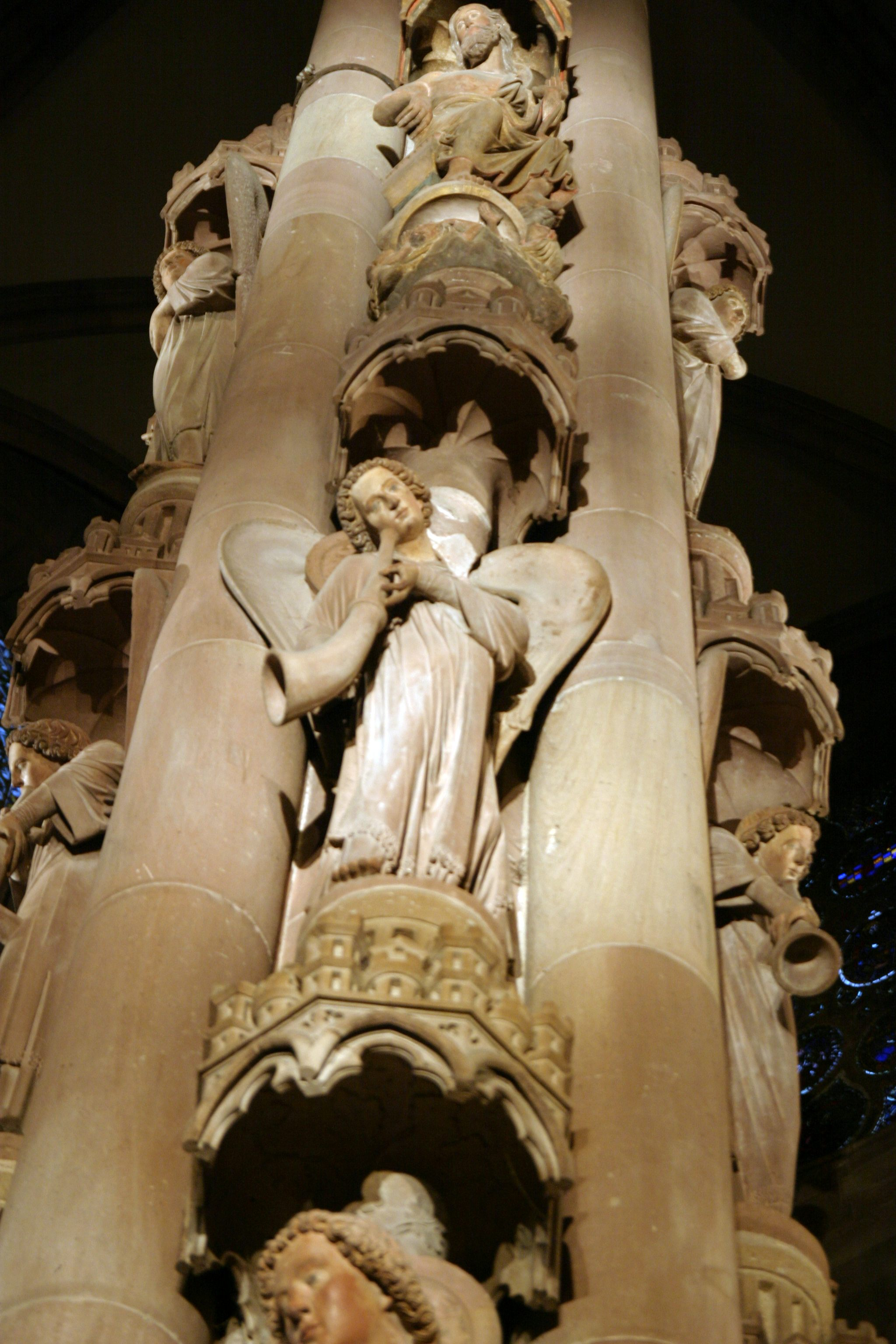
Trois anges situés sous Jésus.

### Troisième niveau
Sur le troisième niveau, Jésus, montrant ses plaies, est assis sur un trône au-dessus de mortels sortant de leurs tombes. Le Christ en gloire est tourné vers la nef et regarde le chœur. Les trois autres statues représentent des anges portant des reliques de la Passion du Christ : la Sainte Lance et le vinaigre, les Saints Clous et la Vraie Croix, et la Sainte Couronne.
La Sainte Lance et le vase de vinaigre sont brisés et l'ange les portant présente des yeux bruns, des cheveux blonds, et son nimbe est orné d'une étoile rouge à huit branches. La Sainte Couronne porte des traces rouges et vertes, et son ange possède un nimbe orné d'une rosace à pétales bleus. L'ange à la Croix a été peint avec des yeux bruns. Le Christ est vêtu d'un tissu doré et ses plaies forment un filet rouge. Son nimbe représente une croix rouge et sa tête a été placée plus tard, comme le suggère la jointure visible au niveau des épaules. Dans son étude de 2006 sur la polychromie, Anne Vuillemard suggère que cette jointure était masquée par la couche de peinture, expliquant pourquoi le Christ est la seule sculpture entièrement colorée. Le trône est de couleur bleue et le dais est le seul élément du pilier à avoir été peint entièrement en rouge, bleu et or.

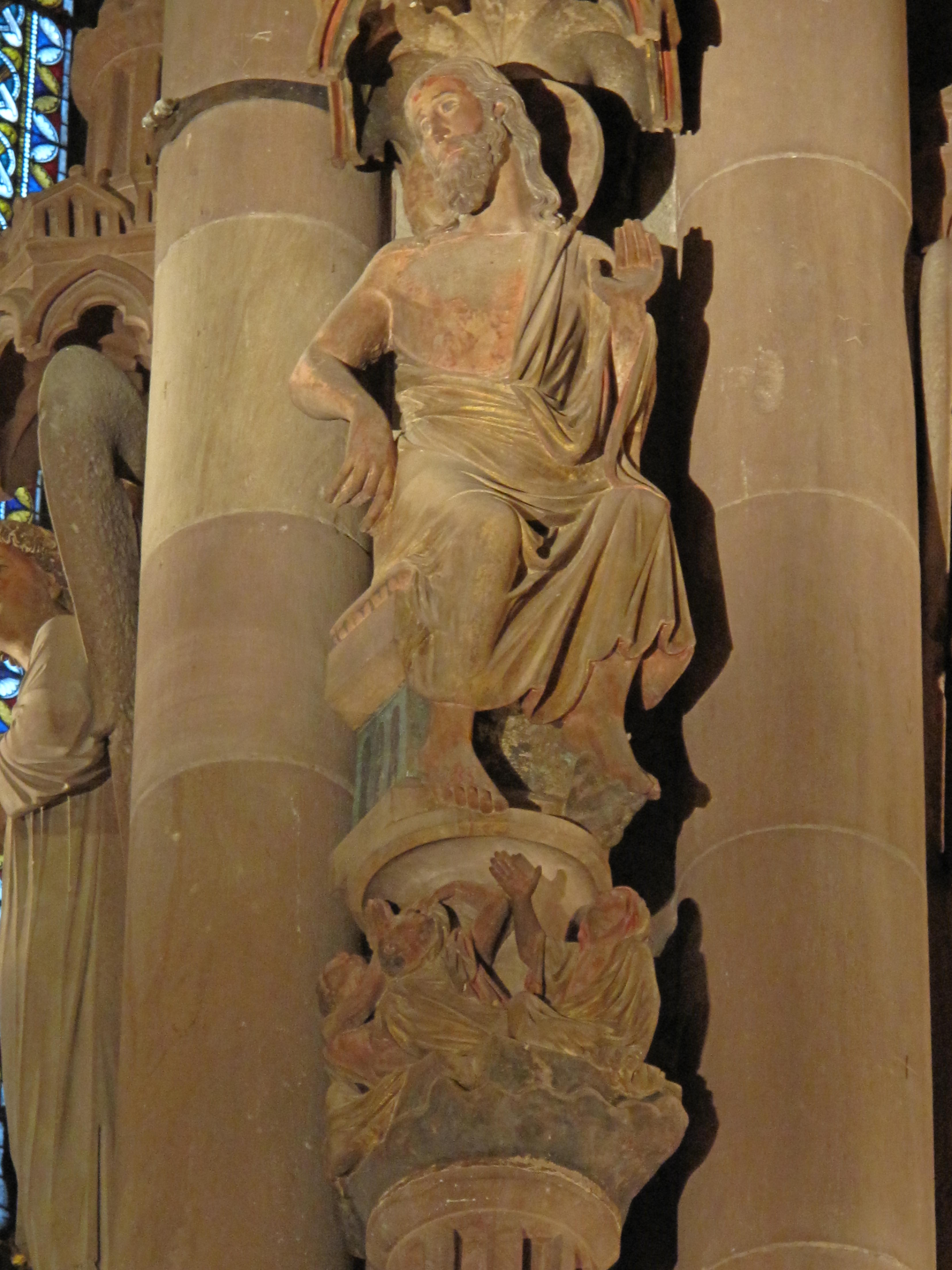
Jésus et les ressuscités.
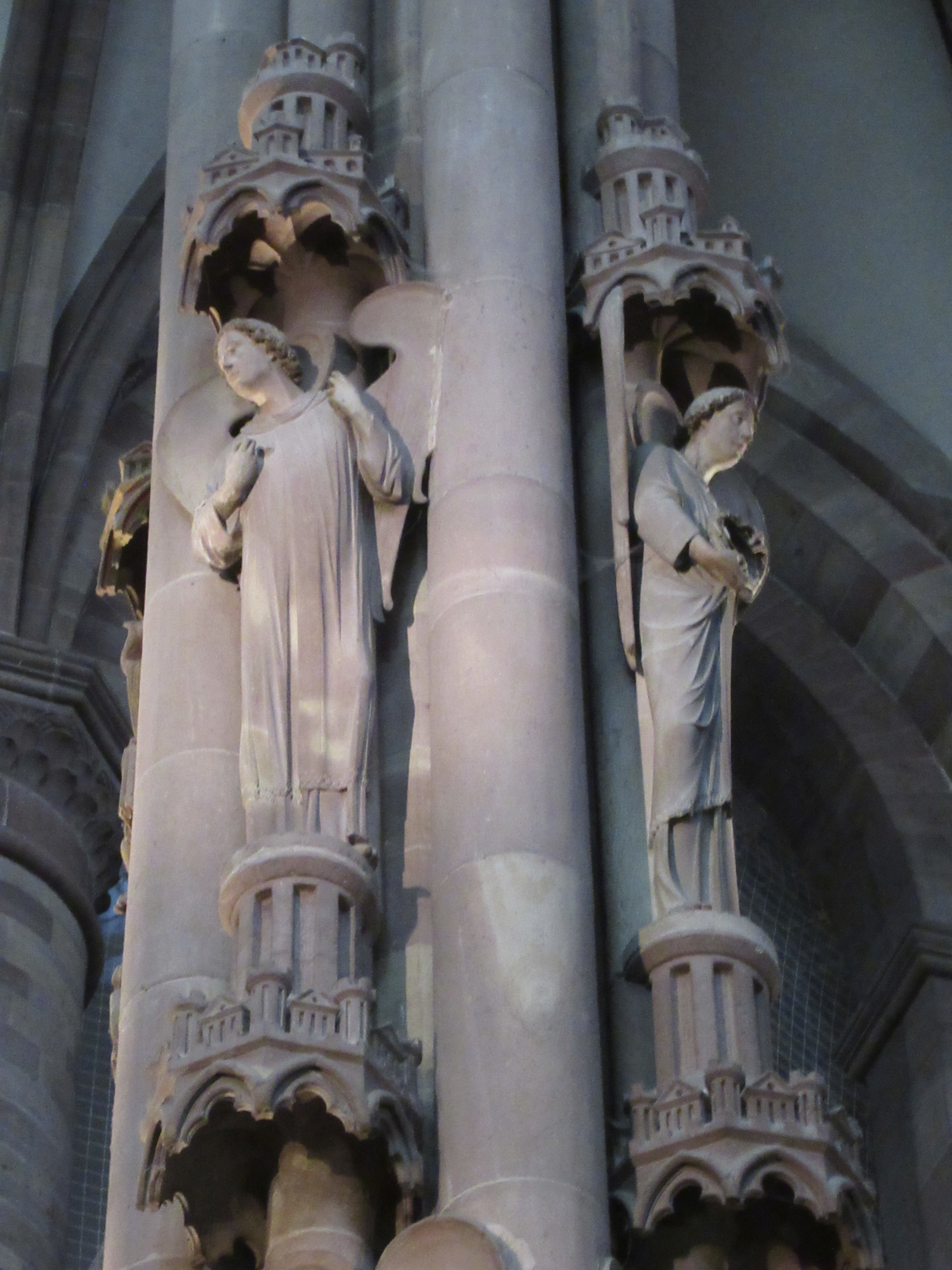
Deux des trois anges, portant la Sainte Lance (à gauche) et la Sainte Couronne (à droite).
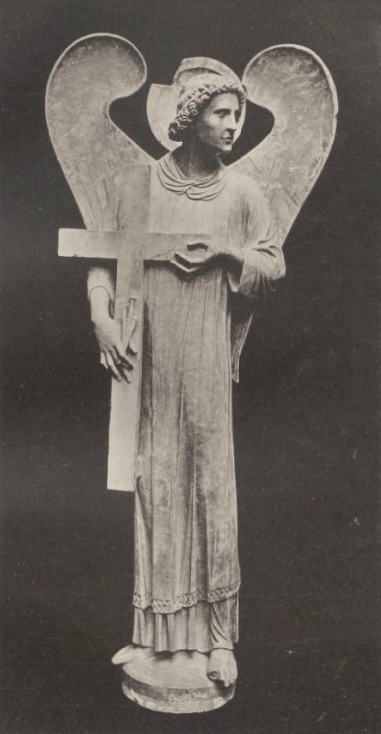
Ange à la croix.
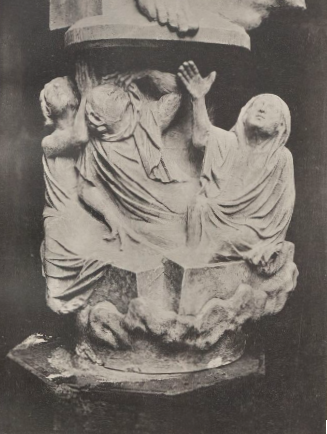
Détail des ressuscités.
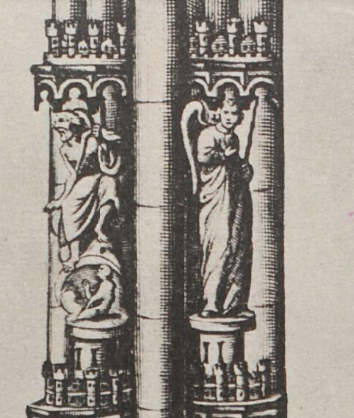
Détail d'une gravure du XVIIe siècle montrant Jésus et l'ange portant la Sainte Lance (main gauche) et le vinaigre (main droite).

### Disposition des statues

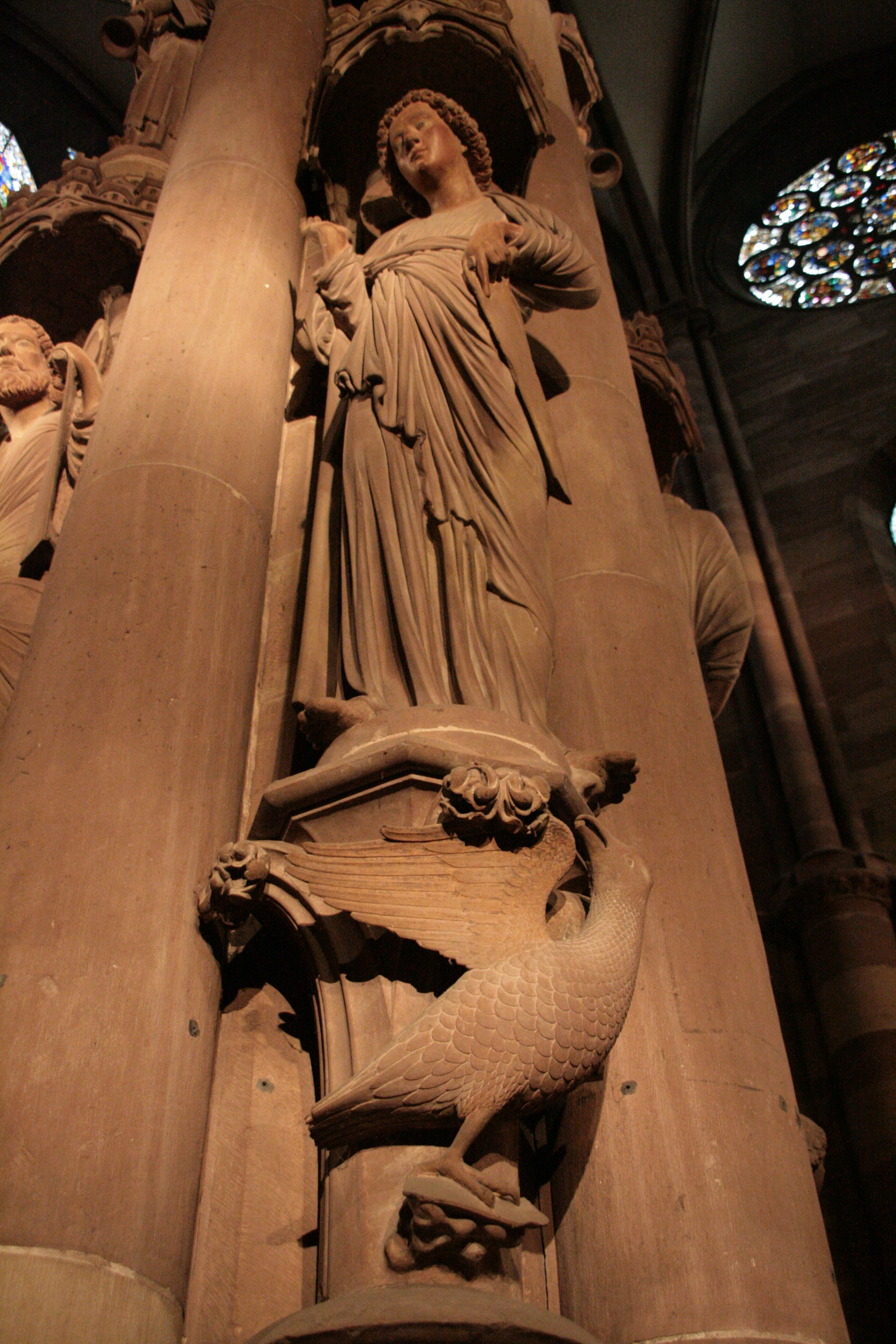
Saint Jean est tourné vers la gauche et son aigle est tourné vers la droite.

Les douze statues sont disposées sur trois étages selon un ordre hiérarchique : les évangélistes, les anges, le Christ et ses reliques. Ces représentations sont tournées d'un quart de tour, de sorte que les évangélistes discutent deux à deux et les anges soufflent dans leurs trompes, deux vers la droite et deux vers la gauche. De même, les évangélistes sont tournés à l'opposé de leurs attributs respectifs. Ces alternances donnent un effet giratoire au pilier.
Et, selon Roger Forst, la disposition des statues au sein du même étage n'est pas non plus un hasard. Saint Matthieu bénéficie d'une double rotation, car ses jambes et sa tête sont tournées vers saint Luc et son buste est tourné vers saint Jean : il fait face au double portail d'entrée du transept. Ceci peut s'expliquer par le fait que, dans son évangile, saint Matthieu décrit l'avènement du Jugement dernier. À ses côtés, discutant avec lui, est représenté saint Luc, dont l’évangile se clôt par la résurrection et l'élévation au ciel de Jésus,. L'emplacement de ces deux évangélistes sur le pilier leur permet d'être mis en avant, face au portail du transept, en plus d'être éclairés la plupart du temps.
Sous la statue de Jésus se trouve celle de saint Jean, le disciple que Jésus aimait et celui qui resta après la Crucifixion. Saint Jean est également le premier à reconnaître Jésus après sa résurrection.

## Inspirations
Les inspirations du pilier des Anges ont été débattues par de nombreux auteurs, historiens de l'art ou de l'architecture. Deux thèses principales s'opposent : la thèse chartraine et la thèse bourguignonne. D'autres hypothèses ont été émises, en raison de piliers similaires précédents dans l'art français et l'art germanique. Le pilier a également été rapproché d'autres statues de la cathédrale Notre-Dame de Strasbourg. Les anges du troisième étage du pilier présentent des similitudes avec les statues d'Ecclesia et Synagoga de la cathédrale, notamment en comparant les plis des vêtements. De même, le tympan de la dormition, situé au niveau du portail du transept sud, a été rapproché du pilier des Anges par la ressemblance entre les deux Christs.

### Thèse chartraine

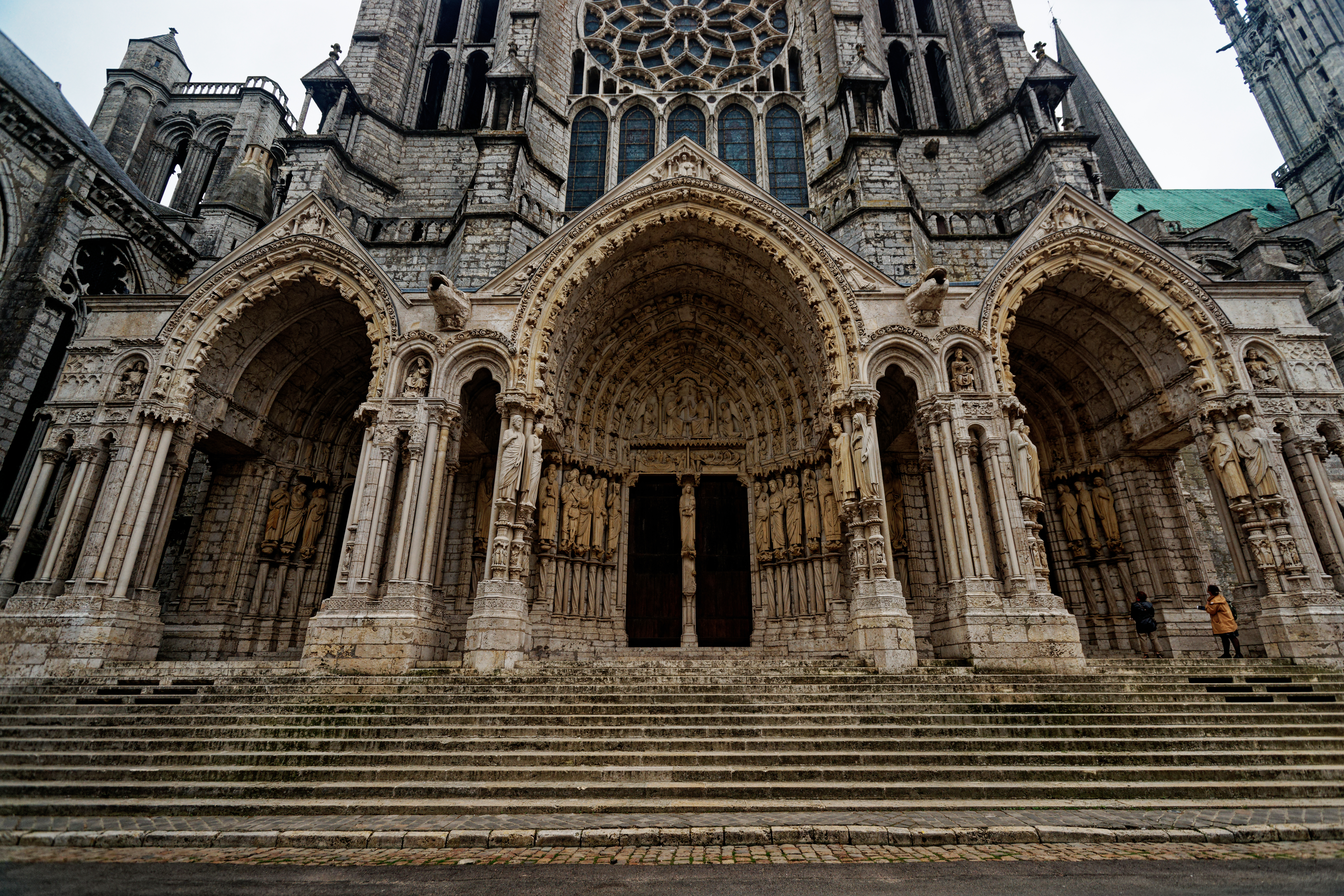
Porche nord de la cathédrale de Chartres, dont plusieurs statues ont été comparées au pilier des Anges ou au portail sud de la cathédrale de Strasbourg.

Dès 1902, l'historien de l'art allemand Karl Franck-Oberaspach indique des influences chartraines dans le pilier des Anges et, de manière générale, dans la cathédrale de Strasbourg, les draperies rappelant celles de certaines statues chartraines selon Georges Delahache. L'idée d'un pilier à colonnettes ornés de statues se retrouve d'abord au porche nord de la cathédrale de Chartres. Depuis 1898, Franck-Oberaspach soutenait qu'il y avait des ressemblances entre les sculptures strasbourgeoises et chartraines : il relève la ressemblance entre les statues d'Ecclesia et Synagoga de la cathédrale de Strasbourg et la statue de sainte Modeste ou les Béatitudes de l'archivolte du porche nord de la cathédrale Notre-Dame de Chartres. Cette thèse a reçu plusieurs confirmations, notamment en comparaison avec le jubé de la cathédrale de Chartres et certaines figures du portail sud de Strasbourg. Dans les années 1950, Louis Grodecki soulignait que ces modèles existaient avant la construction du pilier. De même, en 1968, Hans Reinhardt mettait en lumière les similitudes entre certaines statues de Strasbourg et de Chartres,. Grodecki met tout de même en garde : il ne faut pas y voir une influence chartraine, mais seulement une influence de l'architecture du portail nord. En 2006, Roger Forst notait que le tympan de la cathédrale de Chartres surmonte une bande en bas-relief et que cette particularité ne se retrouve qu'à Strasbourg. Parmi les auteurs qui soutiennent la thèse chartraine, on trouve aussi Louis Grodecki, Roland Recht, Hans Reinhardt, Willibald Sauerländer, Renate Kroos ou encore Paul Williamson.

### Thèse bourguignonne
D'autres auteurs ont contesté la thèse chartraine au profit d'une inspiration bourguignonne. En 1966, Willibald Sauerländer décèle des inspirations senonaises et bourguignonnes dans le pilier des Anges. Deux ans plus tard, Hans Reinhardt relève, à l'aide des Annales (de) de l'abbaye de Marbach, que le prince-évêque de Strasbourg Henri II de Veringen se rendit à Sens en 1207 et, selon les Regestes des évêques de Strasbourg, que son successeur Berthold Ier de Teck rencontra, en 1225, l'archidiacre de Reims. Reinhardt en déduit que l'évolution des arts de l'époque était connue à Strasbourg, mais il se demande si les évêques savaient que les sculpteurs de Chartres allaient être disponibles. Pierre Quarré souligne également que l'iconographie religieuse de la cathédrale de Dijon s'apparente à celle du portail sud de la cathédrale de Strasbourg et en conclut que les sculpteurs de Strasbourg connaissaient le chantier de Dijon, bien que l'existence du porche avant 1225 ait été mise en doute lors du quatrième colloque international de la Société française d'archéologie. En 1969, Roland Recht mettait en avant l'influence bourguignonne et cistercienne française au XIIIe siècle à Obersteigen et à Neuwiller-lès-Saverne, indépendamment de l'existence du pilier des Anges. Enfin, en raison des grandes différences entre le portail nord et le portail sud, Reinhardt supposa l'arrivée d'un nouvel architecte et de nouveaux sculpteurs français, et plus particulièrement, bourguignons,.
Pierre Quarré rapproche la structure du pilier de celle des piliers du porche de Dijon et souligne des décors identiques sur les chapiteaux. De même, les crochets feuillus se rapprochent des modèles bourguignons et s'éloignent des modèles chartrains. Hans Kunze, qui a prouvé que le pilier des Anges avait été construit au même moment que la nef, décelait, dès 1939, des influences bourguignonnes dans le transept et la nef. En 1960, Robert Branner reprend cette idée. En comparant les têtes des statues des apôtres à celles des apôtres du portail de l'église Sainte-Madeleine de Besançon, Rudolf Kautzsch démontre des similitudes avec l'art bourguignon. Willibald Sauerländer — grâce aux travaux de Kautzch, d'Erwin Panofsky et de Lisa Schürenberg (de) — consolide la thèse bourguignonne en montrant des analogies avec les statues du musée du beffroi de Beaune. Cependant, l'antériorité de ces œuvres a été mise en doute. En 1937, Schürenberg a même affirmé que la sculpture bourguignonne a joué un rôle crucial dans la création du style chartrain au XIIIe siècle, malgré des incohérences chronologiques. En 1966, Sauerländer considérait l'art senonais comme un dénominateur commun entre les sculptures bourguignonne et chartraine.

### Autres thèses
Plusieurs auteurs ont cherché l'inspiration du pilier des Anges ailleurs que dans l'art chartrain ou bourguignon. Georges Delahache, en 1910, rapproche les statues des visages des Douze Apôtres du tympan de la Vierge de la cathédrale Notre-Dame de Paris, de même que le triplet à l'entrée de la chapelle Saint-André de la cathédrale de Strasbourg relève de l'art parisien, plus spécifiquement des tribunes de Notre-Dame de Paris. En 1894, Georg Dehio émettait déjà une hypothèse parisienne. En 2011, Sabine Bengel apporte deux exemples de piliers similaires : un pilier datant de 1170/1180 provenant d'Île-de-France ou de Champagne, et un autre pilier contemporain du cloître de la collégiale Notre-Dame-en-Vaux de Châlons-en-Champagne. Hans Reinhardt et Dehio ont tous deux soutenu la thèse champenoise, notamment en regardant l'église Saint-Nicaise de Reims.
Pour Léon Pressouyre, il n'existe aucun précédent dans l'art français qui pourrait inspirer le pilier des Anges. En revanche, le pilier représentant l'échelle de Jacob dans l'église Saint-Laurent d'Erwitte (de) pourrait être considéré comme un précédent. En effet, certains auteurs allemands comme Wilhelm Vöge (en) et Hans Jantzen y voient une influence allemande, appuyée par la disposition assez rare des évangélistes que l'on peut retrouver dans la cathédrale de Bâle ou celle de Munster. De plus, Otto von Simson (de) indiquait déjà que le pilier et la colonne sont des symboles du droit germanique médiéval, plus particulièrement avec la colonne de Bernward. Étienne Fels indique, en 1968, que le pilier porte la marque de l'art gothique français que l'on peut trouver dans la région rhénane et des pays germaniques. Pierre Margot imaginait aussi que la cathédrale de Lausanne a pu inspirer le pilier des Anges, mais cette hypothèse a été remise en cause.
En 1928, Joseph Walter rapproche l'iconographie du pilier des Anges des illustrations de l'Hortus deliciarum, soutenu en 2015 par Jean Wirth qui reconnaît dans l'encyclopédie une source possible pour le Jugement dernier en raison d'une position similaire du Christ en gloire. De manière novatrice, Jean-Philippe Meyer confronte les statues du transept sud au texte de l'Hortus deliciarum. Toutefois, Willibald Sauerländer, contrairement à Adolf Weis et Otto Homburger (de), s'oppose catégoriquement à l'idée que l'encyclopédie ait influencé le pilier des Anges. Il pense néanmoins que les vitraux de la cathédrale correspondent aux miniatures du texte.
Jean-Pierre Caillet indique en 2020 que, si d'autres piliers comportent des statues disposées circulairement autour d'un noyau, celles-ci sont disposées sur un seul niveau et non sur trois niveaux comme pour le pilier des Anges. Il associe la superposition des statues sous un « dieu suprême » à la colonne de Jupiter, datant de l'Empire romain. Cette source plus antique se révèle également proche au niveau de la position du Christ et de Jupiter (bras gauche levé, bras droit baissé). Il note également que, dans l'iconographie eschatologique, il est d'usage que le Christ montre ses plaies mais les bras restent symétriques. En 1988, l'archéologue François Pétry démontrait que plusieurs colonnes de Jupiter s'élevaient sur le site d'Argentoratum, ancien nom de Strasbourg. Caillet conclut finalement qu'il n'existe aucun précédent dans l'art médiéval, et qu'un monument de l'Antiquité ne peut pas fournir au maître d'œuvre l'iconographie du Jugement dernier. Concernant la posture du Christ, Willibald Sauerländer et Renate Kroos soulignent en 1970 qu'elle reste inusitée, malgré la posture inverse du Christ (bras gauche baissé, bras droit levé) sur le tympan de l'abbatiale Sainte-Foy de Conques.

## Moulages
Le pilier des Anges a été l'objet de plusieurs moulages. De 1881 à 1882, Eugène Werling est chargé de mouler le premier étage du pilier pour le musée de Sculpture comparée, à l'initiative de Victor Ruprich-Robert qui voulait l'intégralité du pilier. En 1908, en raison du moulage du portail de la cathédrale de Bourges, les œuvres massives telles que le moulage du pilier sont déplacées. Étant trop imposant pour être déplacé en une seule pièce, celui-ci est scié puis reconstitué quelques mètres plus loin. Dès 1907, l'idée de mouler le reste du pilier est soumise au directeur du musée de l'Œuvre Notre-Dame, qui, en 1923, consent à mouler le deuxième étage du pilier. Celui-ci est achevé en janvier 1924 par l'architecte en chef de la cathédrale Clément Dauchy , et envoyé à la Cité de l'architecture et du patrimoine en mars. Le moulage, conservé au musée des Monuments français, présente deux couches colorées. La première est une patine rouge pour imiter le grès et la seconde colorie les traits des sculptures à l'exception des nimbes.

## Études de la polychromie

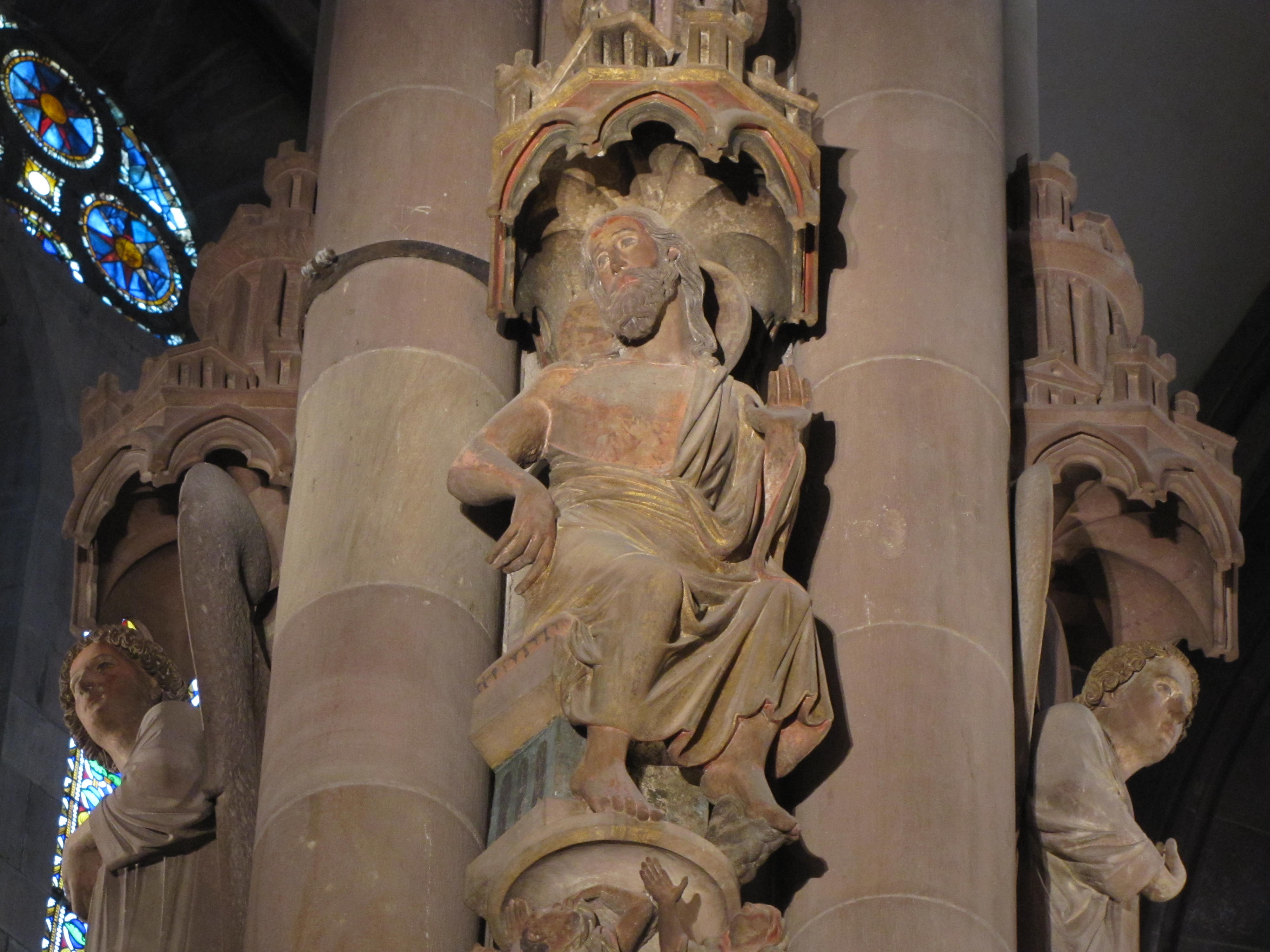
Sur cette photo, on peut distinguer les couleurs dorées de la tunique et du dais du Christ, la couleur de sa peau, du trône, et les cheveux blonds des anges.

Il y a eu quelques recherches sur la polychromie de la cathédrale, dont les observations de Gustave Klotz en 1848, mais le pilier demeure peu étudié. Joseph Walter décrit en 1925, à l'occasion du moulage du deuxième étage l'année précédente, la polychromie partielle des statues, notamment la tunique et le baldaquin dorés de Jésus et la chair, les pupilles et les nimbes des statues du troisième étage. L'année suivante, Lucien Hell publie un ouvrage sur des relevés de la polychromie du dernier étage concernant la chair, les nimbes, les ailes, les reliques et le groupe statuaire comprenant le Christ et les ressuscités. Ses descriptions restent sommaires pour le premier étage et inexactes pour le deuxième. Valeria Schulte-Fischedick, en 1996, réétudie de façon sommaire la polychromie du pilier, soulignant la manière dont les lèvres rouges et les pupilles colorées contribuaient à l'expressivité des anges. Elle note également que les robes n'étaient pas colorées et que la polychromie des nimbes a été grandement atténuée par le temps.
En 2006, Anne Vuillemard publie un article plus exhaustif mettant en évidence l'existence de deux couches de peinture : la première pourrait être contemporaine du pilier, alors que la seconde serait postérieure au Moyen-Âge. L'étude de la polychromie originale a permis de mettre en évidence les détails de la chair (visage, mains et pieds), des yeux, des nimbes et du tétramorphe. En analysant les filets de sang provenant des plaies du Christ, elle en conclut que la couleur était prévue dès l'origine mais après l'assemblage total. Concernant la seconde couche, Vuillemard souligne l'épaisseur des traits, ne suivant pas toujours les lignes des sculptures. Elle suppose donc que ces repeints ont eu pour but de rénover la première couche, mais n'ont pas été effectués par un polychromeur expérimenté. Elle termine son étude en émettant l'hypothèse que le pilier des Anges propose une polychromie partielle et que celle-ci rend un meilleur hommage à l'ensemble qu'une polychromie totale, en permettant la mise en lumière de certains éléments.

## Légendes autour du pilier

### L'homme à la balustrade

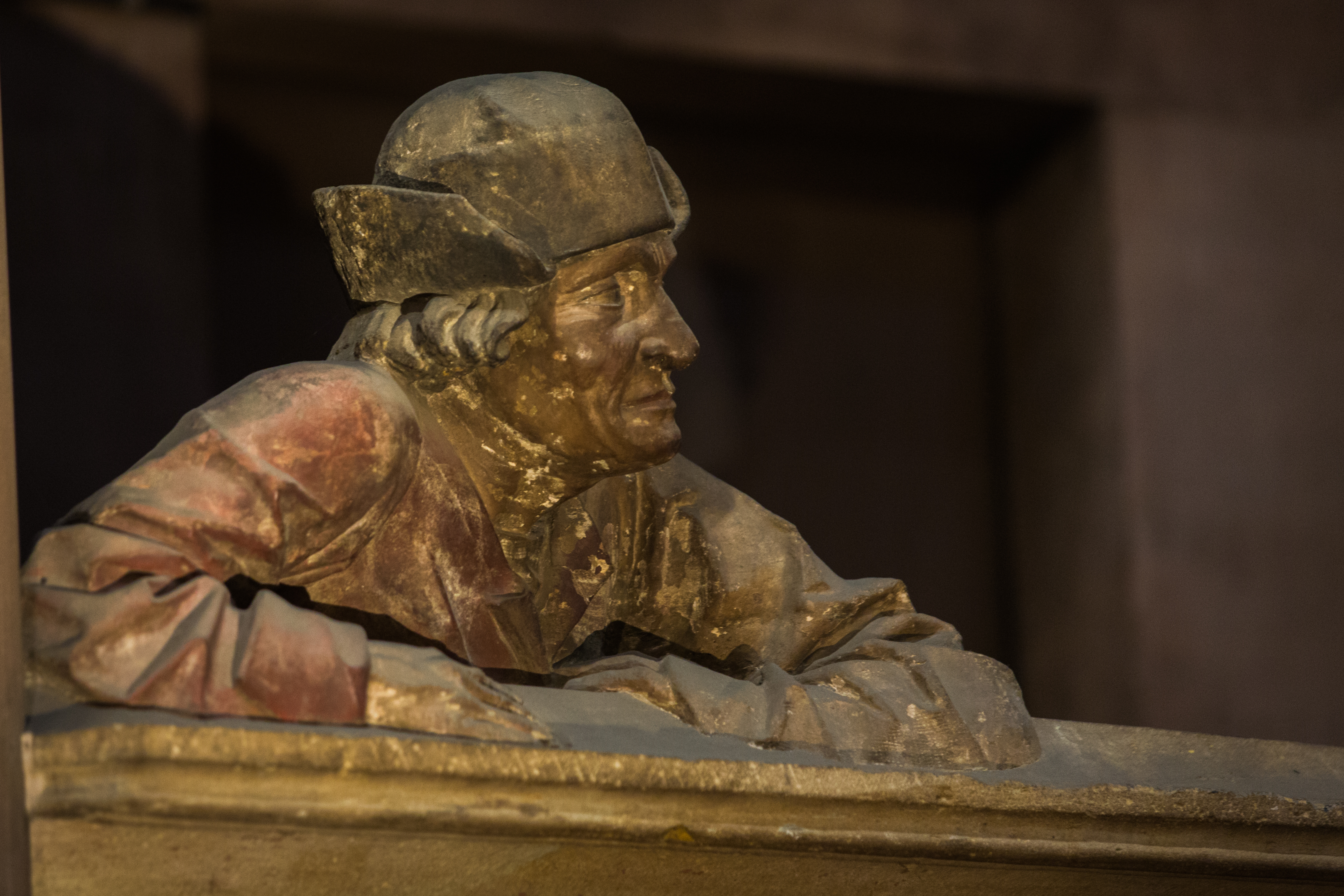
Statue de l'homme accoudé à la balustrade.

Dans la même salle que le pilier, sous la chapelle Saint-André, figure la statue d’un homme, accoudé à une balustrade. La légende raconte qu'un homme aurait prétendu que le pilier des Anges s'effondrerait, ne pouvant supporter la voûte. En réponse, le maître d'œuvre aurait sculpté une statue du visiteur contemplatif, attendant l'effondrement du pilier. Néanmoins, le pilier des Anges a été achevé au XIIIe siècle et la balustrade au XVe siècle, : les deux œuvres ne sont pas contemporaines. Une autre théorie estime que la statue représente Hans Hammer, le maître d'œuvre de la tribune, ou même qu'il s'agit d'Erwin de Steinbach ou de Nicolas de Haguenau qui a fait le retable majeur de la cathédrale.

### Le diable et le pilier

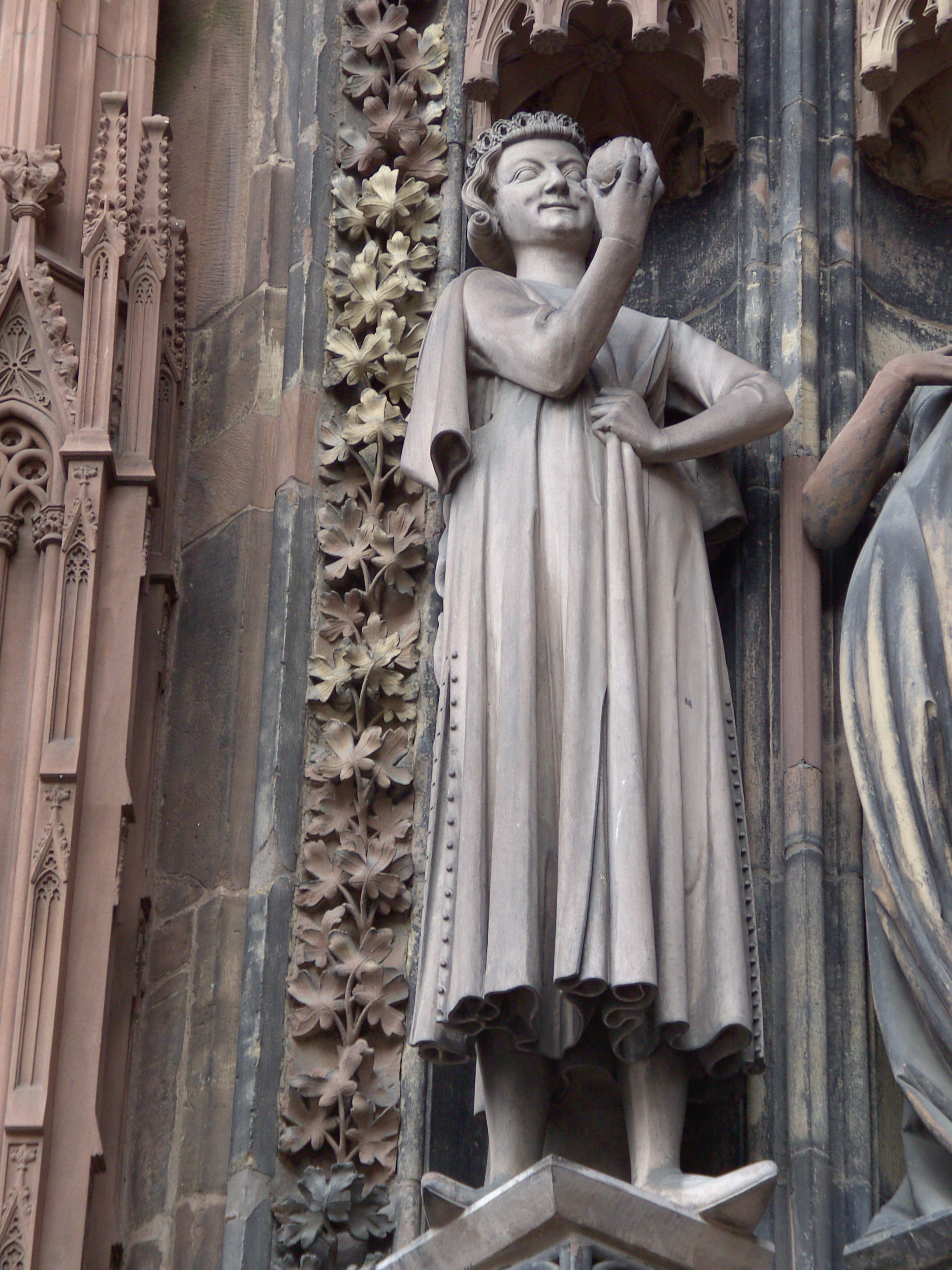
Le Tentateur sur la façade de la cathédrale.

Plusieurs légendes associent le diable au pilier des Anges. Selon l'une d'elles, le pilier était nu jusqu'à ce que le diable entre soudainement dans la cathédrale. Pour le protéger, la Sainte Vierge fit apparaître les statues sur le pilier.
Une légende locale étiologique, dont plusieurs versions ont été recueillies par des folkloristes, explique l'origine du vent qui tournoie sans arrêt sur les rues débouchant sur la cathédrale et sur son parvis. Selon une de ces versions, comme une des grands-mères du Diable est alsacienne, il lui rend régulièrement visite en se servant du vent comme coursier. Chevauchant le vent, il se rend sur le parvis de la cathédrale en construction. Alors qu'il observe le portail latéral sud, il aperçoit son portrait sous la forme du Tentateur. Flatté, il laisse sa monture à l'extérieur de l'édifice et pénètre dans la cathédrale pour s'assurer que son image décore aussi l'intérieur. Admiratif devant le pilier des anges, il ne voit pas le temps passer et se fait surprendre par la messe. Il est alors instantanément enfermé dans ce pilier. Son cheval, le « vent du diable », l'attendrait continuellement au-dehors depuis des siècles.  Selon un autre version, le diable est emprisonné dans l'un des piliers, sans plus de précision. Les légendes selon lesquelles le vent attend son compagnon sont nombreuses en France,.